# Katja Schroffenegger
Katja Schroffenegger (* 28. April 1991 in Bozen) ist eine italienische Fußballnationalspielerin, die als Torhüterin aktiv ist.

## Karriere

### Vereine
Schroffenegger begann im Alter von sechs Jahren beim Haslacher SV mit dem Fußballspielen, zunächst als Feldspielerin, später im Mittelfeld und im Sturm. Nach sieben Jahren verließ sie den Verein aus dem Bozener Stadtviertel Oberau-Haslach und wechselte in die Jugend der Damenmannschaft des Bozner FC. Da der neugegründete Verein noch keiner Liga angehörte, spielte sie parallel für den Haslacher SV als Torhüterin und schloss sich mit 13 Jahren endgültig den Bozenern an. Im Sommer 2006 wechselte sie dann, nachdem sie in einigen Junioren-Auswahlen überzeugt hatte, zum SSV Brixen. Nach drei Jahren im Eisacktal wechselte sie im Juli 2009 zum CF Südtirol, bei dem sie als „Beste Torfrau der Serie A“ ausgezeichnet wurde.
Zur Saison 2011/12 wechselte sie zum deutschen Bundesligisten FF USV Jena, für den sie am 21. August 2011 (1. Spieltag) bei der 0:3-Niederlage im Heimspiel gegen den VfL Wolfsburg debütierte. Wegen Verletzungen kam sie nur zu elf Punktspieleinsätzen. Sie verlängerte im Juli 2012 ihre Vertragslaufzeit um ein weiteres Jahr.
Zur Saison 2013/14 wurde sie vom FC Bayern München verpflichtet, für den sie ihr Ligadebüt am 9. November 2014 (7. Spieltag) beim 1:0-Sieg der zweiten Mannschaft im Heimspiel gegen den 1. FC Saarbrücken gab. Mit dem FC Bayern gewann sie am Saisonende 2014/15 die deutsche Meisterschaft. Zur Saison 2015/16 wurde sie vom Ligakonkurrenten Bayer 04 Leverkusen verpflichtet, blieb jedoch ohne Bundesligaeinsatz. Im Februar 2016 – nachdem ihr laufender Vertrag aufgelöst worden war – verpflichtete sie der italienische Erstligist CF Südtirol, für den sie neun Punktspiele bestritt und mit ihm als Zwölfter und Tabellenletzter in die zweite Liga abstieg. Am 21. August 2016 wechselte sie vom CF Südtirol in die Serie B, zum AFC Unterland Damen nach Kurtinig. Im August 2018 wechselte sie zu Inter Mailand. 2019 feierte sie mit Inter den Aufstieg in die Serie A. Sie wechselte aber zum Florentia San Gimignano SSD, wo sie aber auch nur kurz blieb und im August 2020 zum AC Florenz wechselte. Nach vier Saisonen, in denen sie 58 Punktspiele bestritten hatte, wurde sie am 12. August 2024 von der Frauenfußballabteilung von Como 1907 verpflichtet.

### Nationalmannschaft
Nachdem sie beim Torneo delle regioni als Nummer-1-Torfrau Trentino-Südtirols teilnahm und überzeugte, erhielt Schroffenegger eine Einladung zu einem dreitägigen Sichtungstraining der U17-Nationalmannschaft der Frauen in Rom. Hier gab sie im Sommer 2006 ihr Debüt und kam zu ihren ersten zwei Länderspielen. Im Januar 2008 erhielt Schroffenegger ihre erste Nominierung für die U19-Nationalmannschaft und debütierte im März 2008 in einem internationalen U19-Turnier in Spanien. Nach der erfolgreich absolvierten EM-Qualifikation gewann sie mit der U19-Nationalmannschaft bei der vom 7. bis 19. Juli 2008 in Frankreich ausgetragenen Europameisterschaft den Titel. Sie nahm auch an der vom 24. Mai bis 5. Juni 2010 in Mazedonien ausgetragenen U19-Europameisterschaft mit der Mannschaft teil, scheiterte mit ihr jedoch in der Gruppenphase, in der sie u. a. auch im mit 1:4 verlorenen Spiel gegen die Auswahl Deutschlands im Tor stand.
Nachdem sie 23 Länderspiele für die U19-Auswahl bestritten hatte, debütierte sie am 9. März 2011 für die A-Nationalmannschaft – im Rahmen des Zypern-Cups – beim 2:0-Sieg im Spiel gegen die Auswahl Russlands, als sie in der 79. Minute für die „Nummer Eins“, Anna Picarelli, zum Einsatz kam. Bei der vom 10. bis 28. Juli 2013 ausgetragenen Europameisterschaft in Schweden gehörte sie dem Kader der A-Nationalmannschaft an, kam als zweite Torhüterin hinter Chiara Marchitelli allerdings nicht zum Turniereinsatz. Am 5. Juni 2017 wurde die Torhüterin, des Serie B Vereines aus Kurtinig in den vorläufigen Kader für die EM 2017 in den Niederlanden berufen. Bei der Endrunde kam sie aber nicht zum Einsatz. In der Qualifikation für die WM 2019 wurde sie nicht eingesetzt und auch nicht für die WM-Endrunde berufen. Beim Algarve-Cup 2020 hatte sie dann wieder einen Einsatz im Halbfinale gegen Neuseeland. Durch einen 3:0-Sieg erreichten die Italienerinnen das Finale gegen Deutschland, mussten aber wegen des Ausbruchs der COVID-19-Pandemie in Italien vorzeitig abreisen.

## Erfolge / Auszeichnungen
- U19-Europameister 2008
- Deutscher Meister 2015 (mit dem FC Bayern München)
- Meister in der Serie B
- Torfrau des Jahres 2011 der Serie A

## Sonstiges
Während ihrer Zeit in Jena begann sie ein Studium der Kommunikationswissenschaften, das sie nach ihrem Wechsel nach München an der Ludwig-Maximilians-Universität München im Mai 2015 mit dem Bachelor abschloss.